# تلفزيون آر سي
تلفزيون آر سي (بالإنجليزية: RCTV). هي اختصار لعبارة 'تلفزيون راديو كاراكاس الدولي'. وهي كابل شبكة التلفزيون الفنزويلية، تمت افتتاح هذه المحطة في شهر 15 نوفمبر 1953، ومقرها في كراكاس في حي كريسبو كينتا. ويشار إليها أيضا أنها قناة بارسيناس (Canal de Bárcenas).
وتمتلك أمبريساس 1 بي سي (Empresas 1BC) هذه المحطة.